# Tone duh bell easy
Tone duh Bell Easy（トーン・ダ・ベル・イージー 『鐘の音よ安らかに』）は、黒人霊歌の一曲である。「Tone duh Bell」とは、「Tone the Bell」（鐘を鳴らして）の訛り。特にロジェー・ワーグナー合唱団によるサリー・テリー（Salli Terri）の歌唱が有名なほか、ブラインド・ウィリー・ジョンソンによる"Jesus Make up My Dying Bed"、ボブ・ディランやレッド・ツェッペリンによる"In My Time of Dying"（死にかけて）といったヴァージョンがある。

## 曲想
宗教歌というよりも、奔放な旋律やコード進行の中に、後に誕生するジャズの息吹が感じられる。

## 歌詞
歌詞は南部訛りである上に、学校英語では習わないような単語や、通常の文法では誤りになるような言い回し（二重否定で、結果的には肯定しているような表現）が随所にある。以下にその全文を記す。
Tone duh Bell Easy
When you hear that I's a dying, I don't want nobody to mourn.
All I want my friends to do is give that bell a tone.
Well, well, tone duh bell easy.
Jesus gonna make up my dying bed.
Mary was a grieving, Martha said he isn't lost.
But late that Friday evening he was hanging to the cross.
Well, well, he was hanging in misery.
Jesus gonna make up my dying bed.
When you see me dying, I don't wanna make no alarms.
For I can see King Jesus coming to hold my dying arms.
Well, well, he's my soul's emancipator.
Jesus gonna make up my dying bed.
Oh, meet me Jesus, meet me. Meet me in the middle of the air.
So if my wings should fail me, please meet me with another pair.
Well, well, so I can fly to Jesus.
Well, well, so that I can fly to Jesus.
Jesus gonna make up my dying bed.
Tone, tone, tone duh bell easy.
（邦訳）鐘の音よ安らかに
もし私が死の淵にあると聞いても、決して嘆かないでほしい。
ただ一つ私が友人たちにしてほしいのは、あの鐘を鳴らすことだけである。
そう、鐘の音よ安らかに。
イエスが私のいまわの際を看取ってくださるだろう。
マリアは悲嘆していた。マルタは「彼はまだ亡くなってはいない」と言った。
だがあの金曜日の夕方遅く、彼は十字架にかけられていた。
そう、彼は無惨にも吊されていたのだ。
イエスが私のいまわの際を看取ってくださるだろう。
もし私が死にかけているのを見たとしても、どうか取り乱さないでほしい。
なぜならそのとき私には、王なるイエスが手を取りに来てくださるのが見えているだろうから。
そう、彼は私の魂の解放者なのだ！
イエスが私のいまわの際を看取ってくださるだろう。
イエスよ、私を天空で迎えてください。
もし私の翼が折れたとしても、どうかもう一組の翼を与えて私をお導きください。
そう、そうすれば私はあなたの元へと召されることができるのです。
イエスが私のいまわの際を看取ってくださるだろう。
鐘の音よ安らかに。

## ボブ・ディランのバージョン
ボブ・ディランは「In My Time of Dyin'」（邦題：「死にかけて」）のタイトルで、1962年発表の自身のデビュー・アルバム『ボブ・ディラン』でこの曲を採り上げている。ディランはブラインド・ウィリー・ジョンソンのバージョンを下敷きにし、スライドギターを弾いている。なお、アルバムのライナー・ノーツを担当したステーシー・ウィエリアムズは「恋人のスーズ・ロトロから借りた口紅の容器でスライドギターを弾いている」と書いているが、ロトロ本人は「私は口紅を使ったことがない」と否定している。

## レッド・ツェッペリンのバージョン
レッド・ツェッペリンは、6作目のアルバム『フィジカル・グラフィティ』（1975年）でこの曲を採り上げている。タイトルはディランのバージョンに近い「In My Time of Dying」（邦題もディランと同じく「死にかけて」）となっている。ただ、歌詞の大半を流用しているとは言え、音楽自体は彼らオリジナルのものであり、そのためかこの曲の作者クレジットはメンバー4人のものとなっており、バンドのオリジナル曲として扱っている。11分4秒という演奏時間は、彼らのスタジオ収録曲の中で最も長い。
レコーディングは1974年、ヘッドリィ・グランジにロニー・レイン所有の移動スタジオを持ちこんで行われた。ジミー・ペイジはディラン同様、曲の全編にわたりスライドギターを弾いているが、原曲とはかけ離れたヘヴィなハードロックに仕上がっている。オーバーダビングはされておらず、明らかに差し替えられているギターソロの部分を除き、スタジオライブ録音と見られる。ギターやボーカルよりも主張するドラムスの音は、『レッド・ツェッペリン IV』（1971年）収録の「レヴィー・ブレイク」と同じく、ヘッドリィ・グランジの広々とした廊下でディスタンス・マイクを使用し、建物の音響効果を活かして作られたものである（ペイジ曰く、多少のエコーをかけているという）。曲の終盤が即興演奏的になっているが、ペイジによればスタジオ入りした時点では曲のエンディングを考えていなかったのだという。演奏後には、バンドとスタッフの会話が聞こえる。
後に交通事故で瀕死の重傷を負ったロバート・プラントは、それ以降この曲を歌うのを躊躇するようになったという。プラントは「何が楽しくてこんな歌を歌わなきゃならんのだ」というコメントも残している。

### コンサート・パフォーマンス
ツェッペリンのコンサートでは、1975年の全公演と1977年のツアーで数回演奏されている。バンド解散後はペイジがソロアルバム『アウトライダー』（1988年）に伴うツアーと、1999年のブラック・クロウズとのジョイント・コンサートで披露している。2007年のO2アリーナでの再結成コンサートでも演奏された。ペイジはこの曲の演奏には必ずダンエレクトロの3021を使用した。ただし、2007年の再結成ライブではギブソンのバードランドを使用している。
公式ライブ作品では、2003年リリースの『レッド・ツェッペリン DVD』に1975年のアールズ・コート公演の演奏が、2012年リリースの『祭典の日 (奇跡のライヴ)』に2007年の再結成コンサートでの演奏がそれぞれ収録されている。また、ペイジとブラック・クロウズのジョイント・コンサートでの演奏が『ライヴ・アット・ザ・グリーク』（2000年）に収録されている。